# シュトラウスベルク鉄道
シュトラウスベルク鉄道（ドイツ語: Strausberger Eisenbahn GmbH、STE）は、ドイツの都市・シュトラウスベルクで公共交通機関を運営する企業体の名称。この項目では、同事業者が運営する路面電車路線について解説する。

## 歴史
現在のシュトラウスベルク鉄道のルーツは、1893年に設立されたシュトラウスベルク軽便鉄道（Strausberger Kleinbahn AG）である。これは郊外に建設されたプロイセン東部鉄道のシュトラウスベルク駅とシュトラウスベルク中心部を結ぶ公共交通機関を建設する企業として設立されたもので、同年8月17日から蒸気機関車が牽引する非電化路線として営業運転を開始した。この路線は旅客鉄道のみならず貨物輸送も行われ、双方とも活況を呈した。
その後、20世紀初頭に路線網の電化に関する計画が立ち上がったが、第一次世界大戦の開戦により一時休止された。その後、敗戦による経済の混乱から生じた深刻な石炭不足から、シュトラウスベルク市議会は1919年に路線の電化に関する特別委員会を設立し、同年7月から架線の敷設をはじめとした工事に取り掛かった。資材や人員、予算不足、インフレーションの影響などにより工事は困難を極めたものの、翌1920年までに完成し、運営組織についてもシュトラウスベルク鉄道（Strausberger Eisenbahn AG）に改名した後、1921年3月16日から電車による営業運転が開始された。
その後、1926年にヴリーツェン通り（Wriezener Straße）方面への延伸が行われたほか、1930年代には軍用飛行場への延伸を含む貨物専用路線の拡大が行われた。また、同路線は1919年以降シュトラウスベルク市による運営に切り替えられたが、1930年代に同市がほとんどの株を所有する形での株式会社化が実施された。第二次世界大戦期は軍需輸送用の貨物輸送を中心に物資や人員の大量輸送に貢献したが、ベルリン市内での戦闘により甚大な被害を受け、1945年から1946年にかけて一時的に運行を停止する事態に陥った。
復旧後、東ドイツ国内の路線となったシュトラウスベルク鉄道の運営組織は幾度かの再編を経て1969年以降人民公社のフランクフルト（オーダー）輸送公社（Kraftverkehr Frankfurt (Oder)）の傘下となった。また、翌1970年にはヴリーツェン通り方面の路線の廃止が実施され、以降は一部電停の移設を除き現在の路線網が維持されている。一方、貨物輸送についてはそれ以降も高い輸送量を記録していたが、東ドイツの民主化やドイツ再統一の影響により激減し、2005年10月にドイツ鉄道との連絡線が撤去された事により正式に廃止されている。

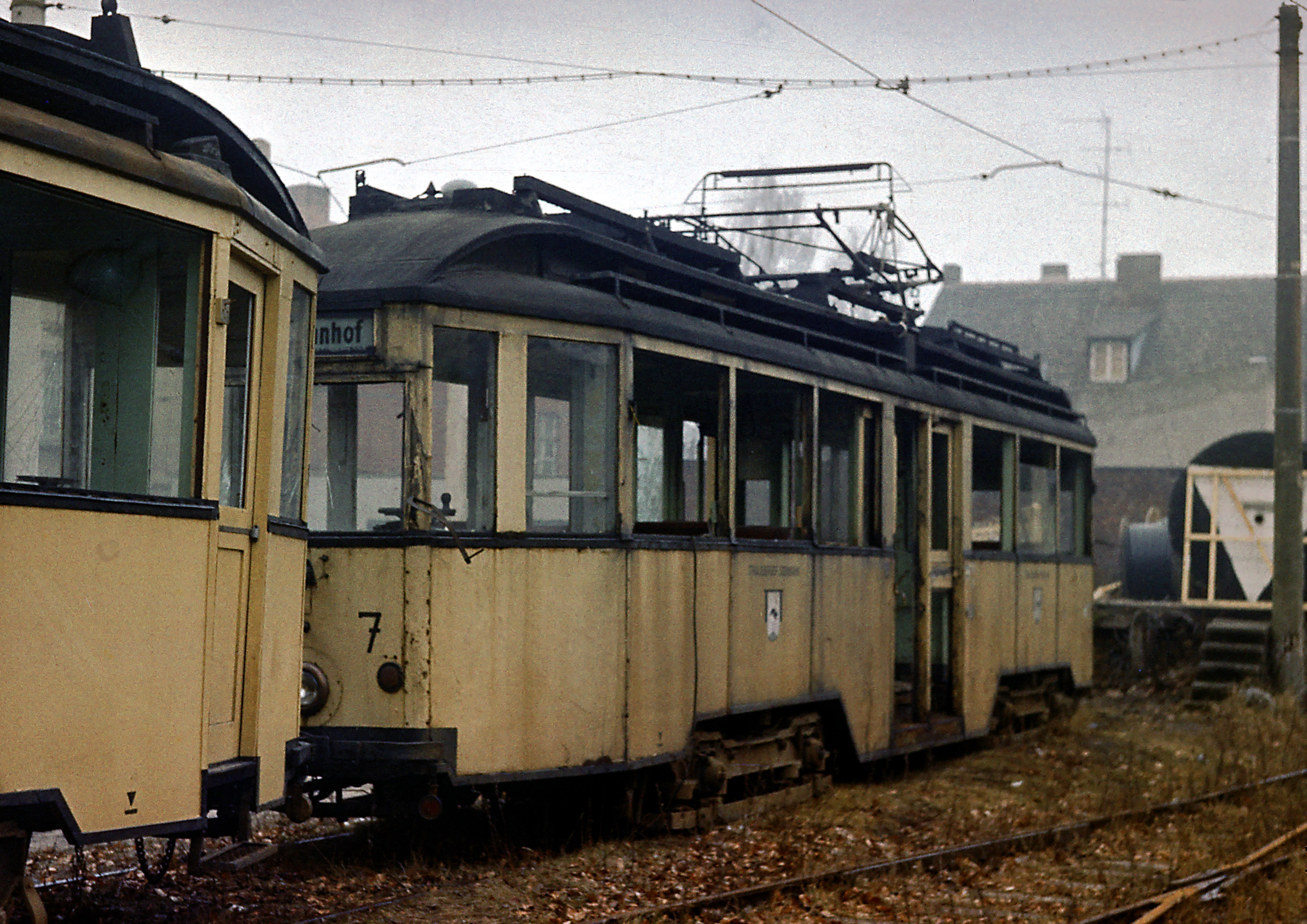
1960年代にライプツィヒ市電から転属した旧型ボギー車（1982年撮影）
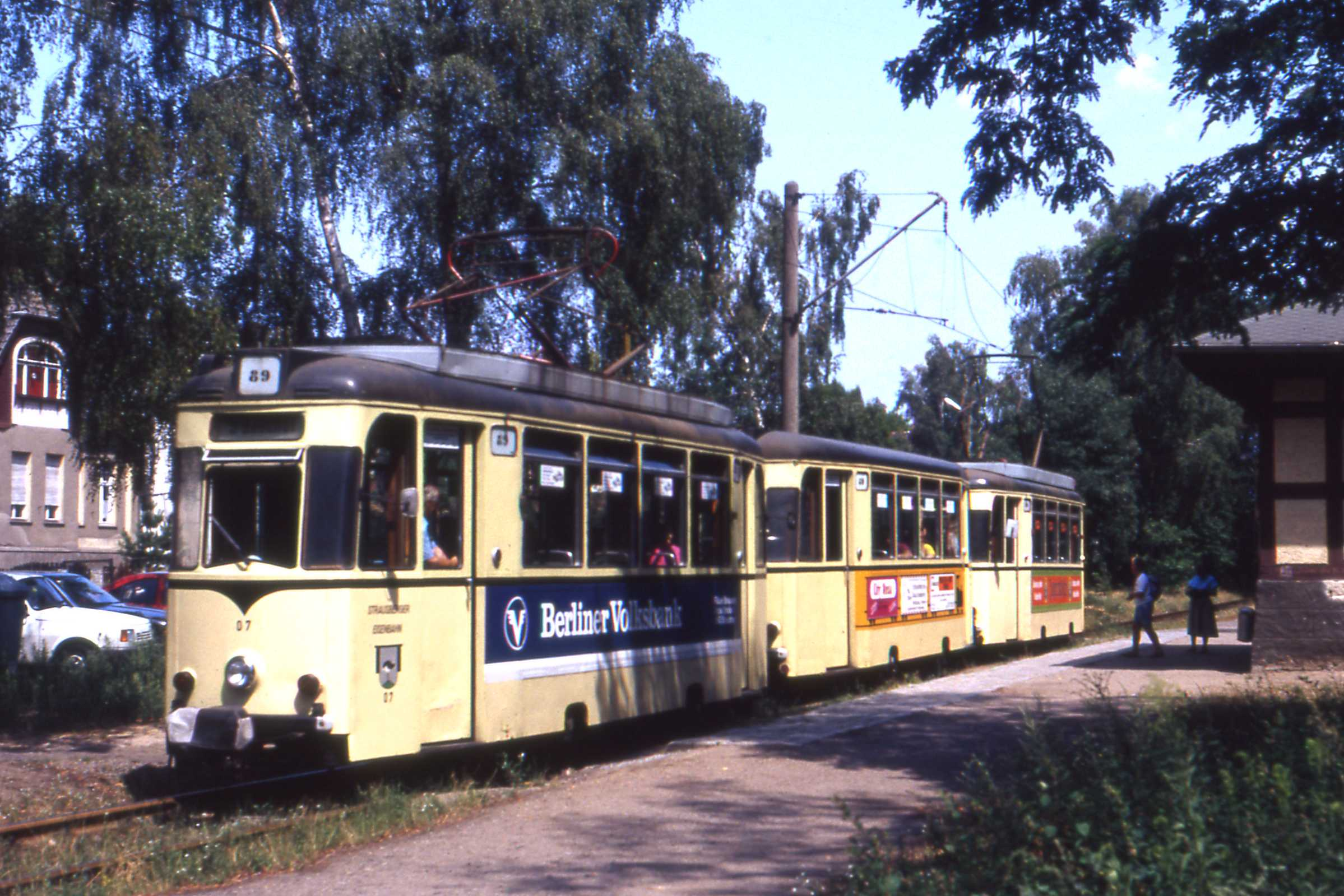
ベルリン市電から転属した2軸車（1992年撮影）
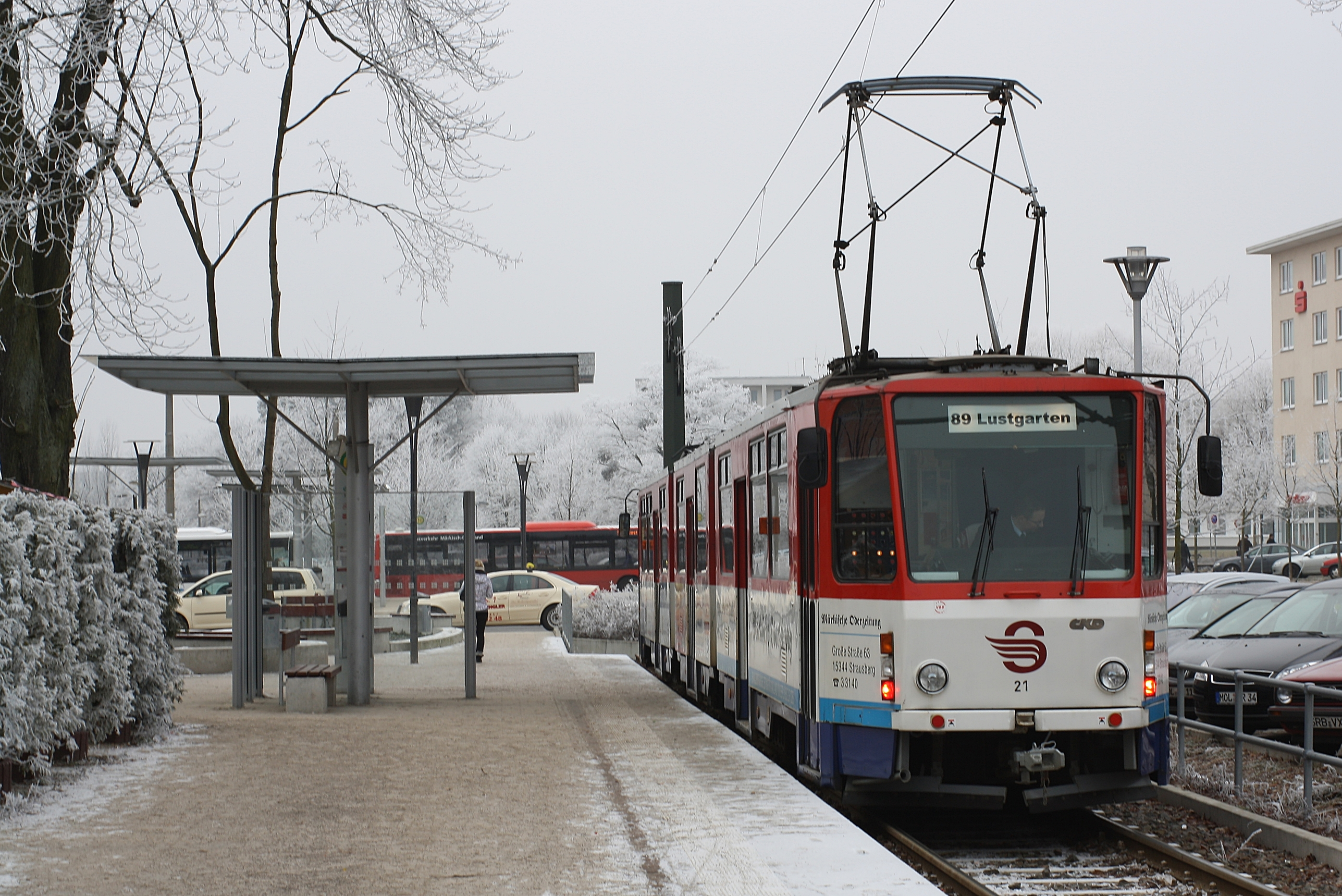
1990年代にスロバキアから譲渡された3車体連接車のタトラKT8D5（2011年撮影）
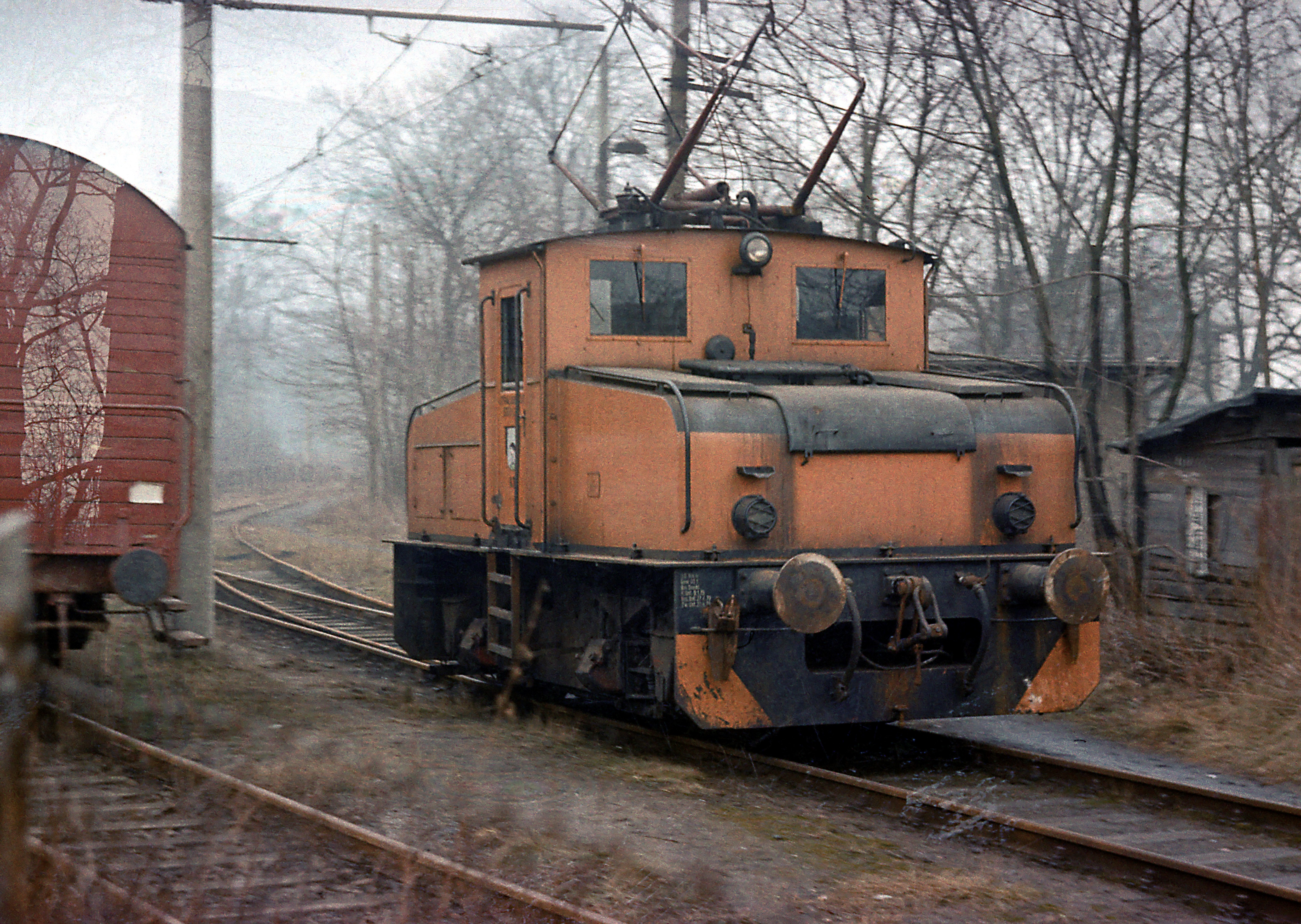
貨物輸送に使用された電気機関車（1982年撮影）

## 運行
2021年現在のシュトラウスベルク鉄道の路面電車路線の電停は以下の通りである。同社はベルリン州やブランデンブルク州の公共交通事業者が参加するベルリン・ブランデンブルク運輸連合（VBB）に所属しており、「89号線」という系統名が名づけられている。2021年以降基本運賃は1.6ユーロに定められており、1週間、1ヶ月、1年分の定期券やサブスクリプションの展開も実施している。
| 電停名                | 接続交通機関                                    | 所要時間 | 備考・参考                                   |
| --------------------- | ----------------------------------------------- | -------- | -------------------------------------------- |
| S-Bahnhof Strausberg  | ベルリンSバーン ニーデルバーニマー鉄道 路線バス | 0分      |                                              |
| Landhausstraße        |                                                 | 2分      |                                              |
| Schlagmühle           |                                                 | 4分      |                                              |
| Am Stadtwald          |                                                 | 5分      |                                              |
| Hegermühle            |                                                 | 6分      |                                              |
| Heinrich-Heine-Straße |                                                 | 8分      | 2011年に従来のWolfstal電停を移設する形で開業 |
| Kollwitz-Straße       |                                                 | 9分      |                                              |
| Elisabethstraße       |                                                 | 11分     |                                              |
| Lustgarten            | シュトラウスゼーファーレ 路線バス               | 13分     |                                              |

## 車両
2021年現在、シュトラウスベルク鉄道で営業運転に使用されている車両は以下の通り。終端にループ線が存在しない関係から、全車両とも車体両側に運転台を有する両運転台車両となっている。また、これら以外に過去に営業運転に使用されていた2軸車（TZ 69）が動態保存用として在籍している他、1940年にデュッセルドルフ市電から移籍した2軸車の16が静態保存されている。
- フレキシティ・ベルリン - ベルリン市電で使用されている車両と同型の、ボンバルディア・トランスポーテーション（現：アルストム）製の5車体連接式超低床電車。2013年以降2両が営業運転に用いられている[16][17]。
- タトラKT8D5RN2.S - 1995年にスロバキアのコシツェ市電から3両が譲渡された、ČKDタトラ製の3車体連接車であるタトラKT8D5は、フレキシティ・ベルリンの導入に伴い2両がチェコのプラハ市電へ再譲渡された一方、1両については機器更新や中間車体の低床車体への交換等、塗装変更の近代化改造がプラハ市電の車両基地で実施された上で引き続きシュトラウスベルク鉄道で使用されている[2][18][19]。
- タトラT6C5 - 元はアメリカ合衆国向けに開発されながらも量産される事がなかったČKDタトラ製のボギー車。両運転台式という構造が買われてシュトラウスベルク鉄道に導入される事となり、2003年以降1両が営業運転用に在籍する[20]。

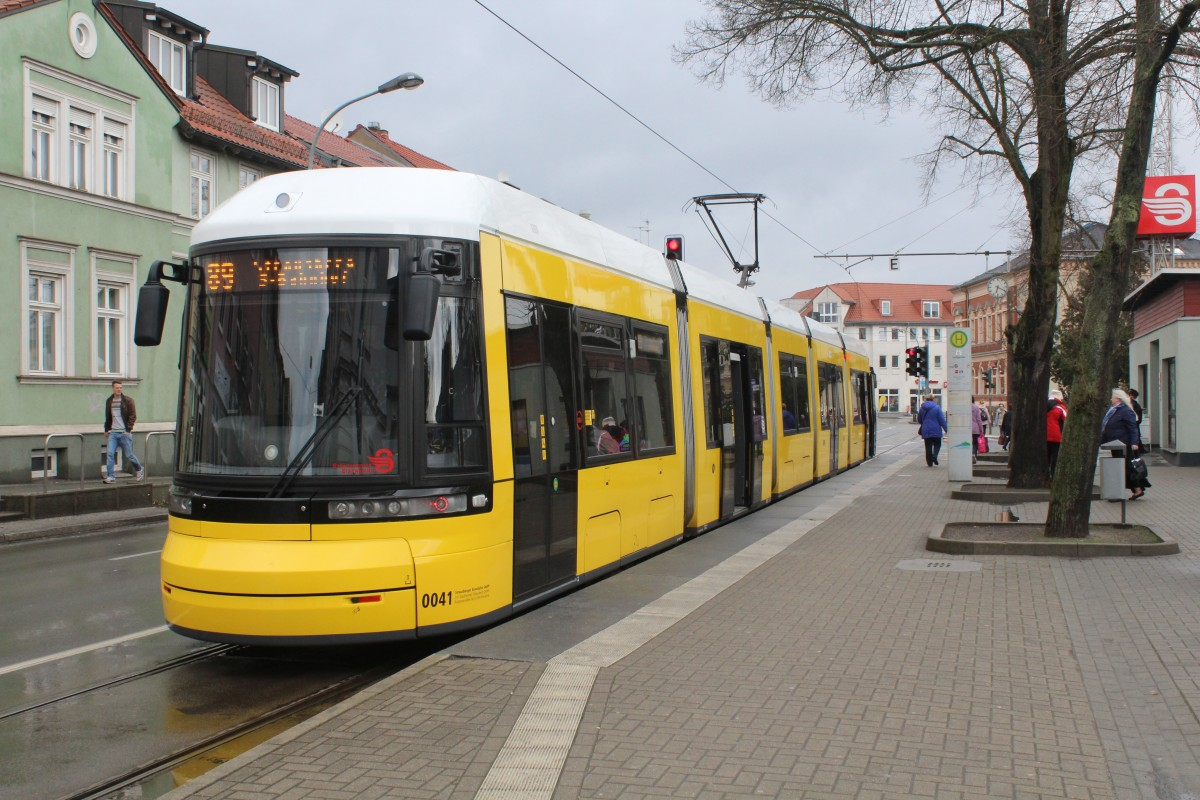
フレキシティ・ベルリン（2015年撮影）
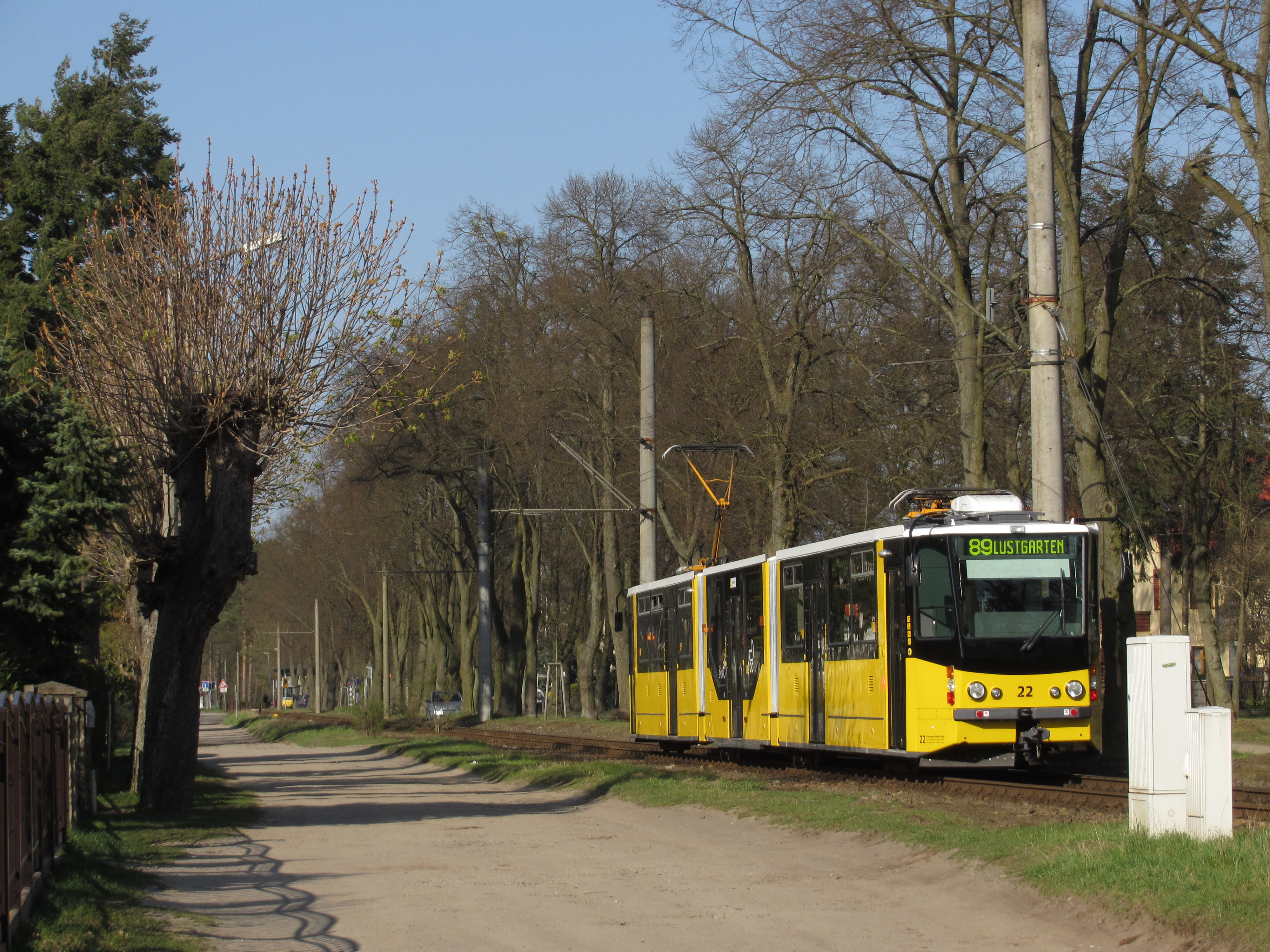
タトラKT8D5RN2.S（2015年撮影）
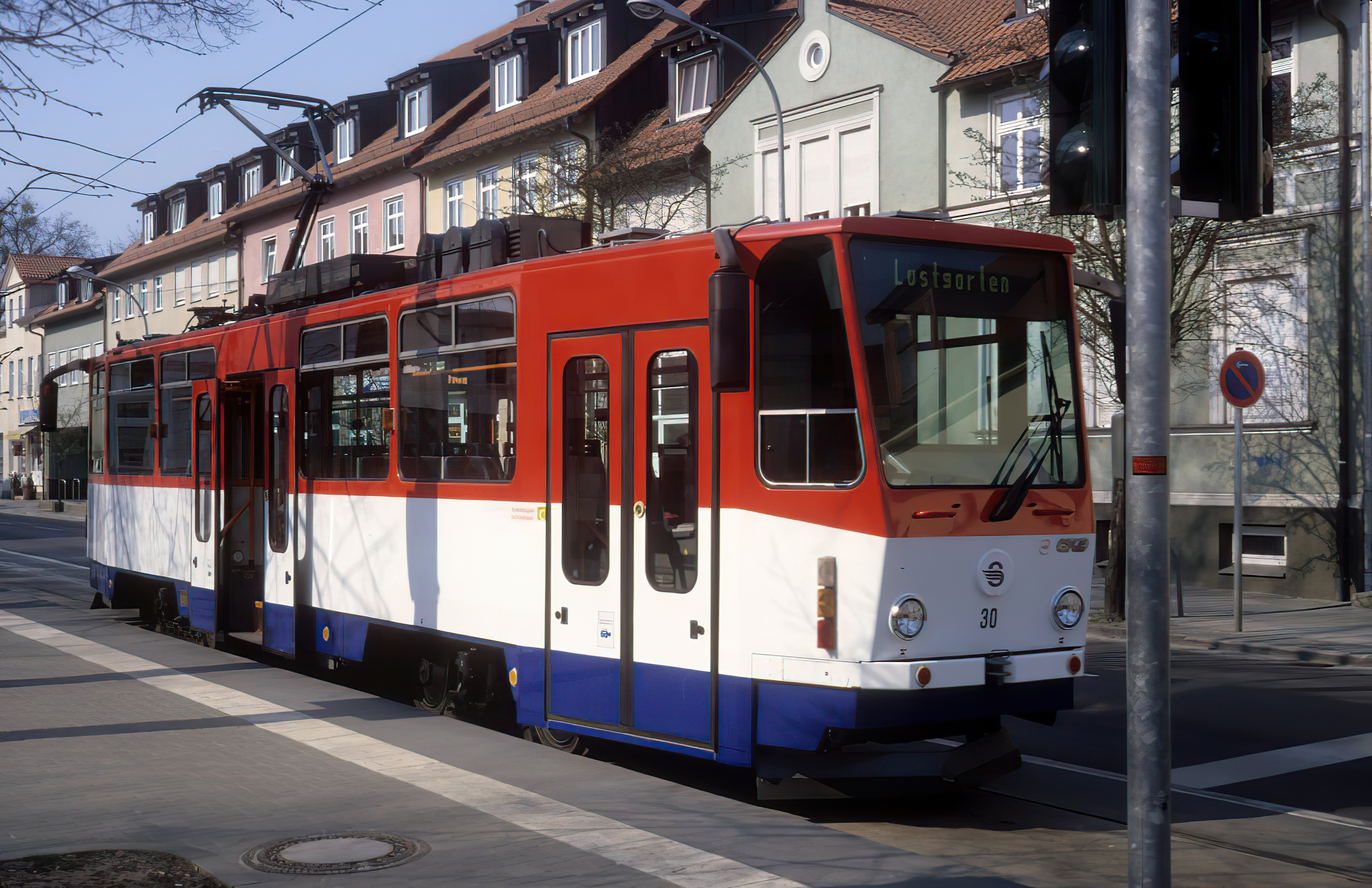
タトラT6C5（2007年撮影）
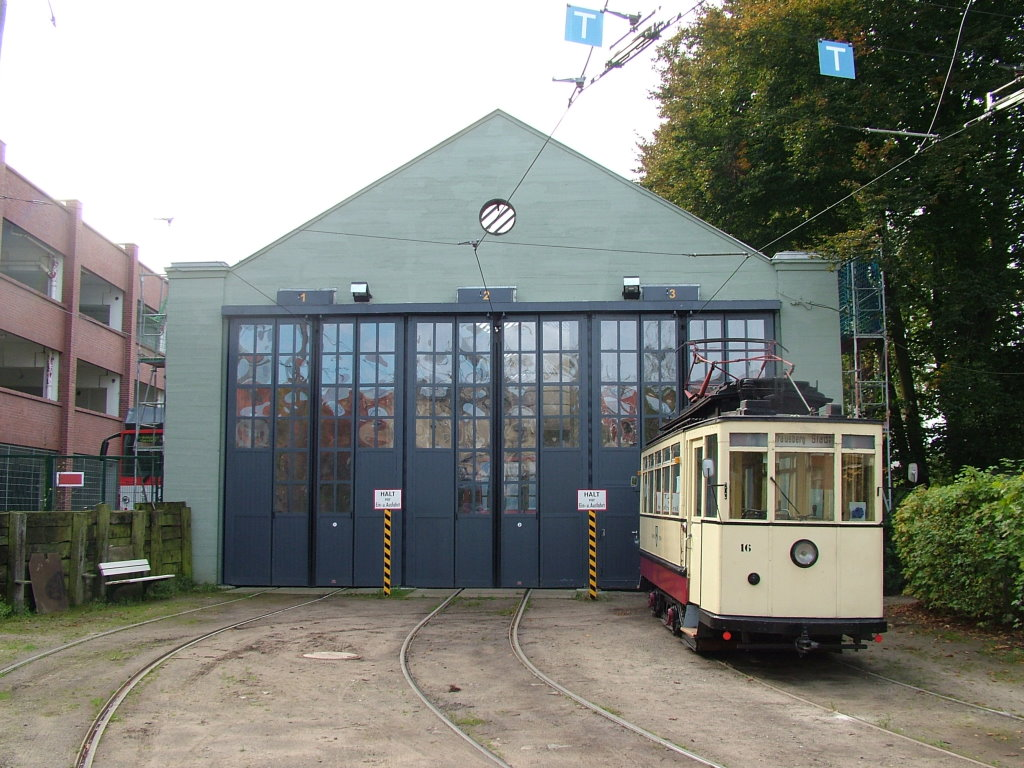
2軸車の16は2005年以降静態保存されている（2005年撮影）